# Лингвистическая традиция
Лингвисти́ческая тради́ция — общее название для направления человеческой мысли, в русле которой формировались лингвистические представления различных народов.
Взгляды на существование и устройство языка складывались, начиная с древних времён. Человеку свойственно задумываться об окружающих его явлениях, в том числе и о происхождении и установлении языка, на котором он говорит. В донаучный период с попытками дать ответ на этот вопрос происходил постепенный переход от мифологических представлений к философским построениям. Истоки традиций первоначально находятся в потребности обучения родному языку. Контакты с другими народами обозначили задачу понимать чужие языки. Экономическое и культурное развитие цивилизаций позволило рассматривать все языки не только как средства взаимопонимания, но и особые инструменты для использования во всех видах деятельности.
В исторической перспективе выделяется несколько основных лингвистических традиций:
- индийская языковедческая традиция[1],
- греческая лингвистическая традиция,
- римская лингвистическая традиция,
- арабская лингвистическая традиция,
- европейская языковедческая традиция[2],
- античная языковедческая традиция[3],
- китайская языковедческая традиция[4].

В каждом достаточно развитом обществе появлялись свои традиции с особенными чертами. Восточная (индийская) и античная (греко-римская) традиции в совокупности оказали большое влияние на современное состояние науки о языке.
Древнейшей лингвистической традицией считается индийская. В ней впервые обсуждаются большинство собственно языковедческих вопросов. Значительное расхождение санскрита от современных ему тогда языков повседневного общения поспособствовало появлению трактатов под названием «Веданги», которые учили литературному, письменному языку древнеиндийских религиозных гимнов. На их основе создавались описательно-нормативные грамматики, возникали некоторые понятия фонетики, морфологии и лексикологии. Крупнейшими исследователями того времени, внёсшими значительный вклад в традицию, были Панини и Яска.
Вторая по древности традиция — китайская. Это уникальная национальная традиция, оказавшая влияние на всех своих соседей. Главным объектом внимания выступал иероглиф, его структура и происхождение. Большое внимание уделялось проблеме нормативного написания и инвентаризации большого количества иероглифов.
В греческой традиции впервые обсуждались фундаментальные вопросы, такие как известные споры об аномалии или аналогии имён и их происхождении («по природе» или «по договрённости»). Древнегреческие философские школы выработали основные понятия грамматики, многие из которых позже перешли в средневековую и современную европейскую традицию. Наиболее известными философами, развивавшими эти идеи, были Платон и Аристотель.
Римская традиция возникла под влиянием греческой. Особое внимание в ней уделялось дальнейшей разработке грамматики и стилистике в многочисленных трудах образованных граждан. Значительный вклад внесли Марк Теренций Варрон, Элий Донат и Присциан.
С бурным становлением халифата возникла арабская традиция, которая усвоила все предыдущие достижения и активно продолжала развивать грамматику. В VIII—X веках в крупнейших научных центрах халифата сформировалось несколько грамматических школ. Так же уделялось большое внимание фонетике, лексике и диалектным особенностям.